# Aacheni békeszerződés (812)
Az aacheni békeszerződés 812-ben I. Mihály bizánci császár és I. (Nagy) Károly római császár  között létre jött megállapodás.

## Az előzmények és a megállapodás
A nyugati császári cím Nagy Károly frank király uralkodása alatt lett felújítva, azzal, hogy 800-ban III. (Szent) Leó pápa Nagy Károlyt Rómában-ban császárrá koronázta. 801-ben keltezett okirat szerint, I. Károly császár az uralkodói címeit így viselte: „Karolus serenissimus augustus a Deo coronato magnus pacificus imperator Romanum gubernans imperium, qui et per misericordiam Dei rex Francorum et Langobardorum”, azaz: „Károly, a legkegyelmesebb, fenséges, Istentől koronázott, nagy és békeszerző császár, aki a Római Birodalmat kormányozza, és aki Isten kegyelméből a frankok és a longobárdok királya”.  Nagy Károly a körültekintő megfogalmazással (a „Római Birodalmat kormányzó császár”), azt kívánta elérni, hogy elkerülje az összeütközést a Keletrómai (Bizánci) Birodalomnak a szintén császár címet viselő uralkodóival; de ez nem sikerült; ugyanis a Velence feletti fennhatóság miatt, a két birodalom között konfliktus alakult ki:
804-ben a városállam vezetését a frank-barát Obelerio Antenoreo dózse vette át, elűzve Bizánc-barát elődjét; sőt, elnyerve Nagy Károly támogatását, a frankok segítségével, 806-ban Velence megszerezte az addig a bizánciak által uralt Dalmáciát.  I. Niképhorosz császár ezt nem tűrte el, és 807-ben a bizánci hajóhad visszaszerezte Dalmáciát, sőt, a bizánciak elérték azt is, hogy – nemesi cím megadása fejében – Obelerio Antenoreo dózse visszatérítette Velencét Bizánc fennhatósága alá; ezt követően a bizánciak és a frankok egyéves fegyverszünetet kötöttek. 808-ban bizánci flotta érkezett Velencébe, látszólag azért, hogy a parancsnoka folytassa az előző esztendőben, a fegyverszünet megkötése kapcsán, a frankokkal megkezdett tárgyalást; azonban a bizánciak váratlanul megtámadták a frankok uralta Comacchio települést. A bizánci támadás kudarcot vallott, ennek ellenére felbőszítette Nagy Károlyt, és a frankok – válaszul a bizánciak támadására – 809-ben, élükön Nagy Károly fiával, Pipin itáliai királlyal, megtámadták Velencét, a hadjárat a következő évre (810) is áthúzódott. A hadjárat kimenetelét illetően, a korabeli források megoszlanak. A frank források szerint, Velence behódolt Pipinnek, a velencei források szerint, a városállam sikeresen ellenállt a frankok támadásának; azonban – mivel Velence adófizetését vállalta Pipinnek, a frankok 810-ben történt visszavonulása ellenére – valószínűsíthető a frank támadás részleges sikere; egyébként Pipin még ebben az évben (810) elhunyt.
810-ben megkezdődtek a béketárgyalások a két fél között. I. Niképhorosz követként Arszaphiosz spathariust („kard-vivőt”, valójában flottaparancsnokot) küldte Nagy Károlyhoz. A követ a következő évben (811) tért vissza Konstantinápolyba, a Nagy Károllyal kötendő megállapodásnak a tervezetével; de útközben betért Velencébe és megfosztotta hatalmától Obelerio Antenoreo dózsét, akinek a helyére a Bizánc iránti hűségéről ismert Angelo Participazio került. I. Niképhorosz azonban még 811-ben elesett a Krum bolgár kán ellen elveszített csatában; sőt, a fia és az utódjává lett Sztaurakiosz gyógyíthatatlanul megsebesült, ezért a császárságról lemondott (811), és 812 elején meg is halt. Sztaurakiosz utóda a sógora, I. Mihály lett, aki – tartva a bolgároktól – mielőbb meg kívánt egyezni Nagy Károllyal, és a két uralkodó megbízottjai, 812-ben, Aachenben meg is állapodtak.
A megegyezésben tisztázták egymás érdekszféráit, a Velence feletti fennhatóság Bizáncot illette meg, azonban Dalmácia és az Isztria – a tengerparti városokat kivéve – frank befolyási övezet lett. 
I. Mihály elismerte Nagy Károly császári címét, konkrétan csak az „imperator” titulust, és – egyes források szerint – Nagy Károlynak a császári címe római attribútumáról („a Római Birodalmat kormányzó császár”) le kellett mondania.  Arról azonban nem áll okirat a rendelkezésünkre, hogy a 812-es megegyezés után, Nagy Károly az uralkodói titulusait miként viselte; ezért van olyan forrásmunka, amely szerint, Nagy Károlynak a római attribútumról történt lemondása feltételezés, ami azon alapszik, hogy a közvetlen császári utódai – I. (Friuli) Berengárral bezárólag – valóban csak az "imperator augustus" ("fenséges császár") címet viselték.  I. Mihály császár azonban a felvette a „római császár” („bazileusz rómaion”) címet, és ezt a császári utódai is viselték. 
A megállapodás ratifikálására csak 815-ben került sor, Nagy Károly utóda, I. (Jámbor, Kegyes) Lajos császár és I. Mihály utóda, az őt a tróntól 813-ban megfosztó V. Leó császár között.